# Station Prades - Molitg-les-Bains
Station Prades - Molitg-les-Bains is een spoorwegstation in de Franse gemeente Prades.
He ligt aan de spoorlijn van Station Perpignan naar Villefranche-de-Conflent, waar men op het bergspoor naar Font-Romeu-Odeillo-Via kan overstappen.